# Primondo
Primondo war die Dachgesellschaft aller Versandhandelsmarken der mittlerweile insolventen Arcandor AG (ehemals KarstadtQuelle AG) seit dem 1. März 2007.
Primondo verstand sich selbst als Holding, welche nicht als Marke beim Endkunden auftritt. Vielmehr sah sich Primondo als ein Haus der Marken (House of Brands) aus Universal- und Spezialversand. Bekannte Beispiele sind dabei Quelle, Hess Natur, Bogner Homeshopping oder Baby Walz. Seit Juni 2007 gehörte auch der Teleshopping-Kanal HSE24 zur Primondo-Gruppe. Für Primondo waren in 28 Ländern rund 20.000 Mitarbeiter tätig.
Zu den weltweiten Konkurrenten von Primondo zählten Unternehmen wie Amazon.com, die Otto Group und Redcats (PPR).

## Geschichte
Am 9. Juni 2009 hat die Primondo GmbH beim Amtsgericht in Essen die Eröffnung des Insolvenzverfahrens beantragt.

## Geschäftsbereiche
Universalversand
Im Bereich Universalversand war das international tätige Versandhandelsunternehmen Quelle angesiedelt. Die Quelle-Gruppe erwirtschaftete im Geschäftsjahr 2007/2008 mit ihren 17 Auslandsgesellschaften, dem Bereich Foto Quelle, Profectis und SB-Großhandel einen Jahresumsatz in Höhe von 2,9 Mrd. Euro. Insgesamt waren rund 8.000 Mitarbeiter im Universalversand beschäftigt. Im Rahmen des Insolvenzverfahrens wird Quelle Deutschland liquidiert, der Markenname, Eigenmarken und Quelle Russland wurden an die Otto Group verkauft.

### Spezialversand
Im Bereich Spezialversand waren insgesamt 18 Marken unter dem Dach von Primondo zu finden, die mit über 5.000 Mitarbeitern in 13 Ländern vertreten waren. Der Geschäftsjahresumsatz 2007/2008 betrug für den gesamten Geschäftsbereich rund eine Mrd. Euro.

### Neue Medien
HSE24 ist mit seinen rund 1,3 Millionen Kunden und einer Reichweite von 39 Mio. Haushalte in Deutschland, Österreich, der Schweiz und einem Geschäftsjahresumsatz 2007/2008 von 349 Mio. Euro die Nummer zwei im deutschen Teleshoppingmarkt nach QVC. Für HSE 24 arbeiten rund 500 Mitarbeiter. Der Sender wurde im November 2009 an den französischen Finanzinvestor Axa Private Equity verkauft. Seit März 2010 hält Axa Private Equity 88 % der Anteile, das HSE24-Management die restlichen 12 %.
Myby war ein Elektronik- und Multimedia-Händler, der in Kooperation mit der Axel Springer AG seit Ende 2007 aufgebaut worden war. Myby war nur im E-Commerce vertreten und daher dem Geschäftsfeld „Neue Medien“ zugeordnet. Im Dezember 2009 wurde Myby an die zur REWE Group gehörende Unterhaltungselektronikkette ProMarkt verkauft und später in promarkt.de integriert.

### Service-Gruppe
In der Service-Gruppe waren die für ein Versandhandelsunternehmen wichtigen Einheiten wie Kundenzentren, Logistik, Financial Service und IT angesiedelt. Insgesamt wurden rund 6.000 Mitarbeiter in der Service-Gruppe beschäftigt. Unter anderen befanden sich in dieser Gruppe die Buchhaltung und das Optische Archiv, wo die Lieferantenrechnungen mit Hochleistungsscannern digitalisiert werden.
Die einzelnen Gruppen nahmen auch Aufträge von Fremdfirmen an.

## Versandhandelsmarken
Primondo sah sich selbst als ein Haus der Marken. Zu diesem Haus gehörten (in alphabetischer Reihenfolge):
- Afibel (Frankreich)
- Atelier Goldner Schnitt (gehört zur TriStyle Holding, einem Unternehmen von Klaus Wirth)
- Bogner Homeshopping
- Creawalz (Bastel- und Kreativartikel)
- Emilia Lay (gehört zur TriStyle Holding)
- Hess Natur (2012 verkauft an den Schweizer Finanzinvestor Capvis)
- HSE 24 – verkauft an Axa Private Equity
- Madeleine (gehört zur TriStyle Holding)
- meevio (Online-Weinhandel; 60/40-Joint-Venture mit Rindchen’s Weinkontor)
- myby (Joint-Venture mit der Axel Springer AG, heute promarkt.de)
- Peter Hahn (gehört zur TriStyle Holding)
- Quelle GmbH (mit Foto Quelle und Küchen Quelle) – die Quelle GmbH Deutschland wird liquidiert, Foto Quelle und Küchen Quelle wurden verkauft, die Auslandsfilialen sind z. T. geschlossen, z. T. verkauft.
- sunnywalz der Versand für Seniorenbedarf wurde in walzvital umbenannt und gehört zum Versandhaus Walz

Im November 2010 übernahm die Carlyle Group sechs Spezialversender der Primondo Specialty Group (PSG): Elégance, Baby Walz, Die moderne Hausfrau, Planet Sports, Bon’A Parte, Mirabeau, und ein 50 %-Anteil an Vertbaudet (Joint Venture mit der Redcats Group).